# Beta Equulei
Beta Equulei (10 Equulei) é uma estrela múltipla na direção da Equuleus. Possui uma ascensão reta de 21h 22m 53.58s e uma declinação de +06° 48′ 40.0″. Sua magnitude aparente é igual a 5.16. Considerando sua distância de 360 anos-luz em relação à Terra, sua magnitude absoluta é igual a −0.05. Pertence à classe espectral A3V.